# Benjamín Pérez (Texas)
Benjamín Pérez es un lugar designado por el censo ubicado en el condado de Starr en el estado estadounidense de Texas. En el Censo de 2010 tenía una población de 34 habitantes y una densidad poblacional de 625,12 personas por km².

## Geografía
Benjamin Pérez se encuentra ubicado en las coordenadas 26°24′22″N 98°53′59″O / 26.40611, -98.89972. Según la Oficina del Censo de los Estados Unidos, Benjamin Perez tiene una superficie total de 0.05 km², de la cual 0.05 km² corresponden a tierra firme y (0%) 0 km² es agua.

## Demografía
Según el censo de 2010, había 34 personas residiendo en Benjamin Perez. La densidad de población era de 625,12 hab./km². De los 34 habitantes, Benjamin Perez estaba compuesto por el 100% blancos, el 0% eran afroamericanos, el 0% eran amerindios, el 0% eran asiáticos, el 0% eran isleños del Pacífico, el 0% eran de otras razas y el 0% pertenecían a dos o más razas. Del total de la población el 100% eran hispanos o latinos de cualquier raza.